# Desajustament vertebral

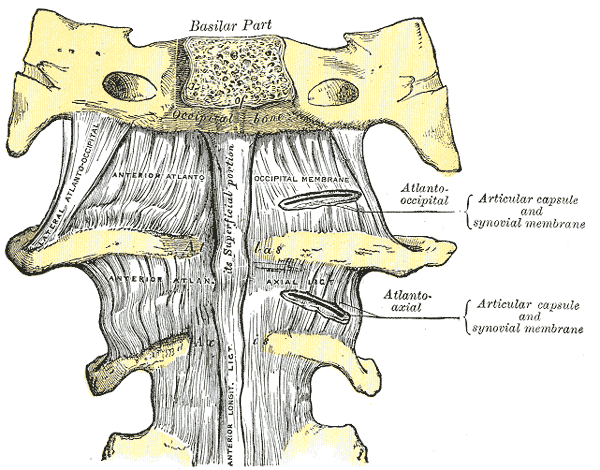
Regió suboccipital del raquis cervical

Referent a la spinologia i per extensió a la quiropràctica, un desajustament vertebral es considera una situació en la qual una o més vèrtebres no poden mantenir la seva dinàmica natural de moviment d'acord amb la disposició que ocupen en el conjunt de la columna vertebral, a causa del fet que el sistema nerviós no pot controlar adequadament el moviment i la posició de la vèrtebra.
Aquesta condició pot influir directament en el flux d'informació que es transmet des de i cap al sistema nerviós central, al mantenir una alteració en les ordres motores del sistema nerviós cap als músculs que controlen la posició de la vèrtebra. Un desajustament vertebral no s'entén, en cap cas, com un bloqueig de les vèrtebres (condició traumàtica clínica que implica una pèrdua de la mobilitat efectiva), o com una manca determinada d'alineació física en relació amb un determinat patró anatòmic o estàndard que pugui ser diagnosticat mitjançant mètodes clínics: